# Parsonsia kroombitensis
Parsonsia kroombitensis är en oleanderväxtart som beskrevs av J.B. Williams. Parsonsia kroombitensis ingår i släktet Parsonsia och familjen oleanderväxter. Inga underarter finns listade i Catalogue of Life.